# Mosteiro de Thiksey
O Mosteiro de Thiksey, também chamado ou grafado Mosteiro de Thiksay, de Tiksay, de Thikse ou de Tikse,  é um mosteiro budista tibetano (gompa) da seita Gelug ("Chapéus Amarelos") do Ladaque, noroeste da Índia. Situa-se cerca de 19 km a sudeste de Lé, a capital regional, junto à parte norte da aldeia de Thiksey. É conhecido pela sua semelhança com o Palácio de Potala de Lassa, a capital do Tibete, e é a maior gompa do Ladaque central. Tem um conjunto separado de edifícios que albergam monjas (bicunins; bhikṣuṇī) que em anos recentes tem vindo a ser ampliado e reorganizado.
O mosteiro encontra-se numa escarpa a 3 600 metros de altitude, no vale do Indo. É um complexo com 12 andares e alberga muitos objetos de arte budista, como estupas, estátuas, thangkas, pinturas murais e espadas. Uma das principais atrações é o Templo Maitreia, construído para comemorar a visita do 14.º Dalai Lama em 1970, que contém uma estátua do Buda Maitreia com 15 metros de altura, a maior dessas estátuas no Ladaque, que ocupa dois andares do edifício.

## História
No início do século XV, Je Tsongkhapa, o fundador da escola Gelug — frequentemente chamada "Chapéus Amarelos" — enviou seis dos seus discípulos para regiões remotas do Tibete para difundir os ensinamentos da nova escola. O mestre deu a um desses discípulos, Jangsem Sherab Zangpo (em tibetano: Wylie: shes rab bzang po), uma pequena estátua de Amitayus (a forma sambhogakaya de Amitaba), contendo pó de ossos e uma gota do sangue de Tsongkhapa. Tsongkhapa ordenou-lhe que se encontrasse com o rei do Ladaque e lhe entregasse uma mensagem pedindo ajuda para a propagação do budismo.
O rei, que na altura se encontrava no vale de Nubra, perto de Shey, gostou imenso da oferta da estátua e após o encontro ordenou ao seu ministro que ajudasse Jangsem Sherab Zangpo a fundar um mosteiro da ordem Gelug no Ladaque. Em resultado disso, em 1433 Zangpo fundou uma pequena aldeia-mosteiro chamada Lhakhang Serpo ("Templo Amarelo") em Stagmo, a norte do Indo. Não obstante os seus esforços, foram poucos os lamas que aderiram à ordem Gelug, apesar de alguns dos seus discípulos se terem tornado figuras eminentes nos anos seguintes.

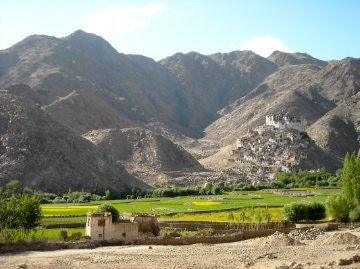
O mosteiro com o vale em primeiro plano

Em meados do século XV, Palden Zangpo, discípulo de Jangsem Sherab Zangpo, continuou o trabalho monástico iniciado pelo seu mestre e decidiu construir um mosteiro maior. Segundo a lenda, a escolha do local foi ditada por um evento pouco usual. Segundo a lenda, Tsongkhapa tinha profetizado que a sua doutrina iria prosperar na margem direita do rio Indo e a profecia concretizou-se quando o mosteiro de Thiksey foi fundado. A este mosteiro seguiram-se outros, como o de Spituk e o de Likir, também situados na margem direita do Indo.
Ainda segundo a lenda, Sherab Zangpo e Palden Zangpo estavam a realizar alguns rituais sagrados no Templo Amarelo, que incluíam a colocação das oferendas de tormas num rochedo, que depois eram atiradas para o vale abaixo. Quando estavam prestes a atirar as oferendas apareceram dois corvos repentinamente não se sabe de onde e levaram o prato cerimonial com as tormas. Os corvos puseram depois as tormas num local no outro lado do monte. Quando Palden Zangpo e os seus discípulos foram à procura das tormas, chegaram a Thiksey, onde encontraram as oferendas numa pedra perfeitamente ordenadas e em estado impecável. Palden interpretou este achado como uma ordem divina para ali construir o mosteiro.

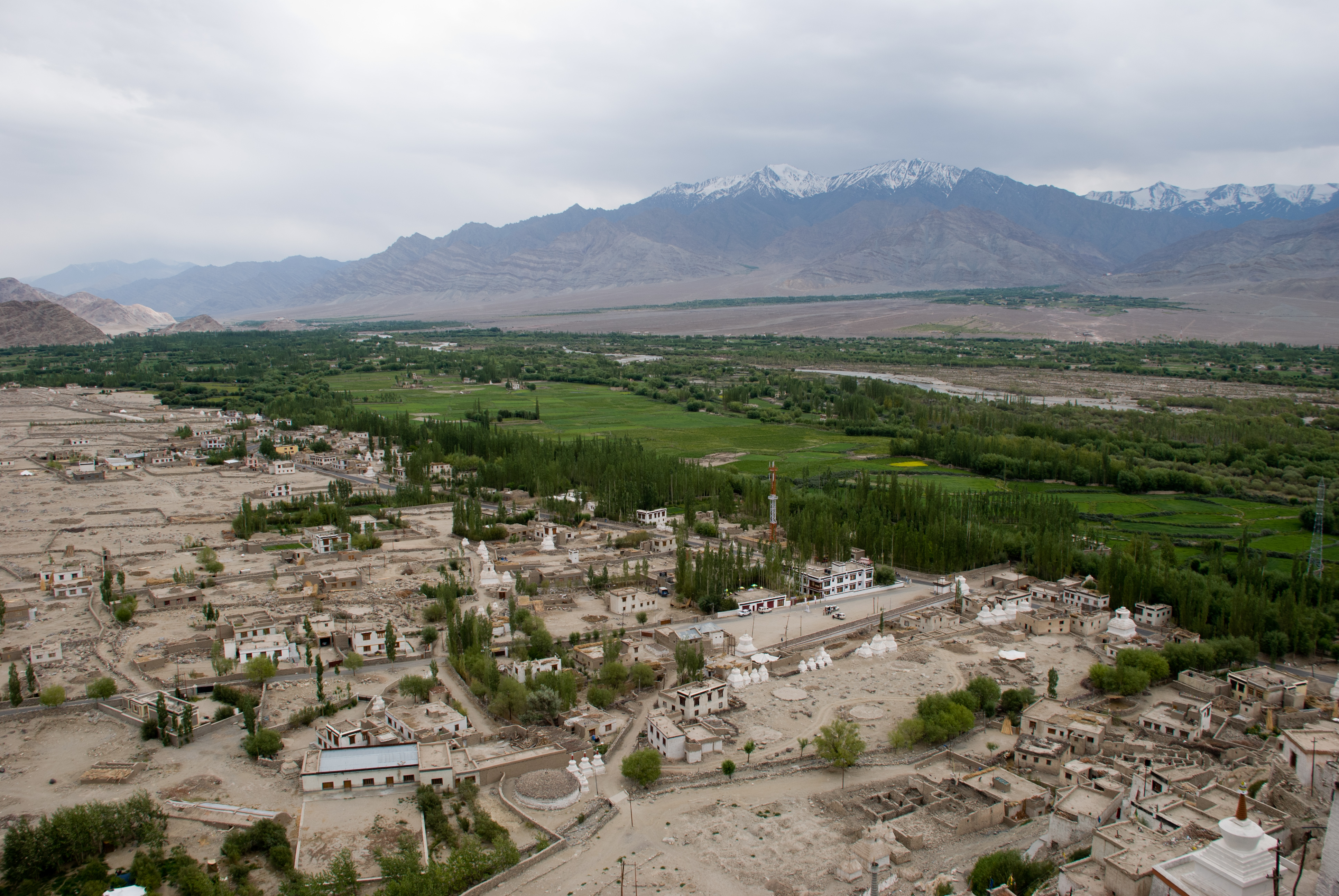
Vista do vale desde o mosteiro

O novo mosteiro foi erigido a alguns quilómetros de Stagmo, num monte sagrado acima da aldeia de Tiksey. Acredita-se que o mosteiro tenha sido construído no local de um antigo estabelecimento Kadampa ou como uma casa secundária da pequena capela de Stagmo, situada cerca de 7 km a norte. Sabe-se que Rinchen Zangpo, um importante lotsawa do século X–XI, fundou um templo chamado Lakhang Nyerma em Thiksey dedicado ao protetor Dorje Chenmo, do qual só restam algumas ruínas.
O mosteiro de Thiksey tornou-se o segundo mais importante do Ladaque, a seguir ao de de Hemis, e dele estão dependentes outros dez mosteiros na região, como o de Diskit, de Spituk, de Likir e de Stok. O mosteiro possui ou administra 537 ha de terras e 25 aldeias.[carece de fontes?]
Cerca de 1770, o lama do mosteiro de Hanle declarou que o seu filho mais velho devia herdar o trono do Ladaque enquanto que os outros príncipes deviam tornar-se lamas em Thiksey.

### História recente
O restauro dos velhos mosteiros do Ladaque, incluindo o de Thiksey, tem vindo a ser realizado pelo Serviço Arqueológico da Índia, a pedido das administração dos mosteiros. No entanto, as obras têm provocado alguma polémica. Há quem alegue que a substituição do barro e pedra tradicional por granito nos pátios macha o brilho do local. Da mesma forma, o restauro da ala direita restaurada, que envolveu a construção de uma nova cozinha, o refeitório dos monges em substituição do antigo pátio central tradicional, quebra a harmonia com o antigo edifício. Devido às polémicas tem-se procurado encontrar um equilíbrio entre as construções antigas e as novas, que supostamente devem seguir o mesmo estilo.

## Estrutura

### Exterior

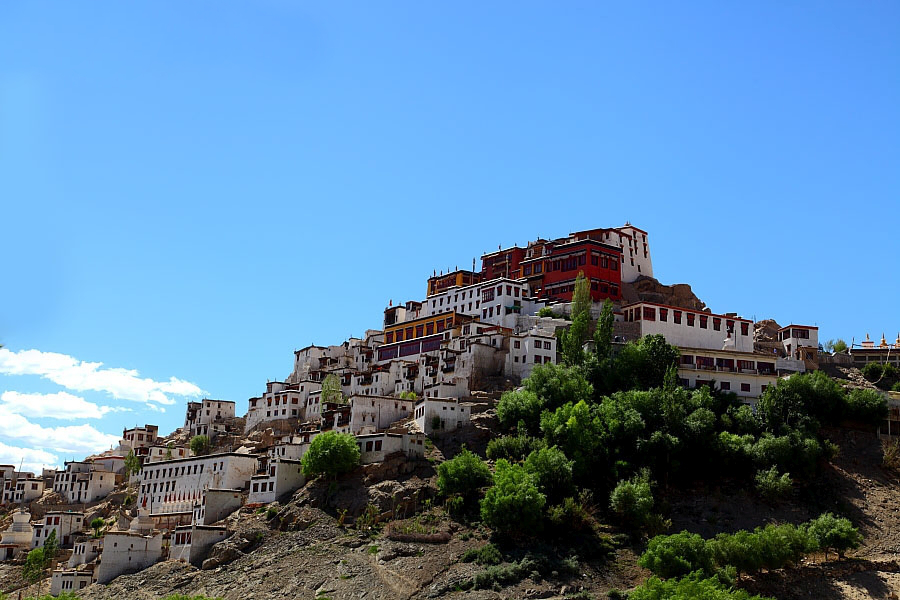
Vista exterior do mosteiro

O mosteiro é a maior estrutura religiosa do Ladaque Central. Ocupando uma encosta íngreme, os edifícios estão organizados em ordem ascendente de importância e estão bem espaçados, desde o sopé do monte, onde se encontram as unidades residenciais, até ao cimo, onde se encontram os mosteiros propriamente ditos e o potang (residência oficial) do lama principal. A arquitetura apresenta grandes semelhanças com o Palácio de Potala de Lassa, no Tibete, a antiga residência oficial dos Dalai Lamas. Devido a esse facto, o mosteiro é conhecido como "Mini Potala". Como os mosteiros de Likir e de de Rangdum, o mosteiro de Thiksey foi construído como uma fortaleza, seguindo o modelo do Tibete Central.
A estrada que liga o mosteiro ao fundo do vale passa pelo lado oriental do edifício principal. Na entrada desse lado do andar inferior há uma estátua de uma divindade protetora tibetana O complexo tem 12 andares, está pintado de vermelho, ocre e branco e nele vivem 60 lamas e tem um anexo feminino. No andar mais alto do complexo há uma estupa (chorten). Dali desfruta-se de excelentes vistas panorâmicas sobre a planície de inundação do vale do Indo, tanto para ocidente como para oriente. A leste avista-se o Mosteiro de Matho, a sul, do outro lado do rio avista-se o Palácio de Stok, a oeste o Palácio e mosteiro de Shey.

### Templo de Maitreia

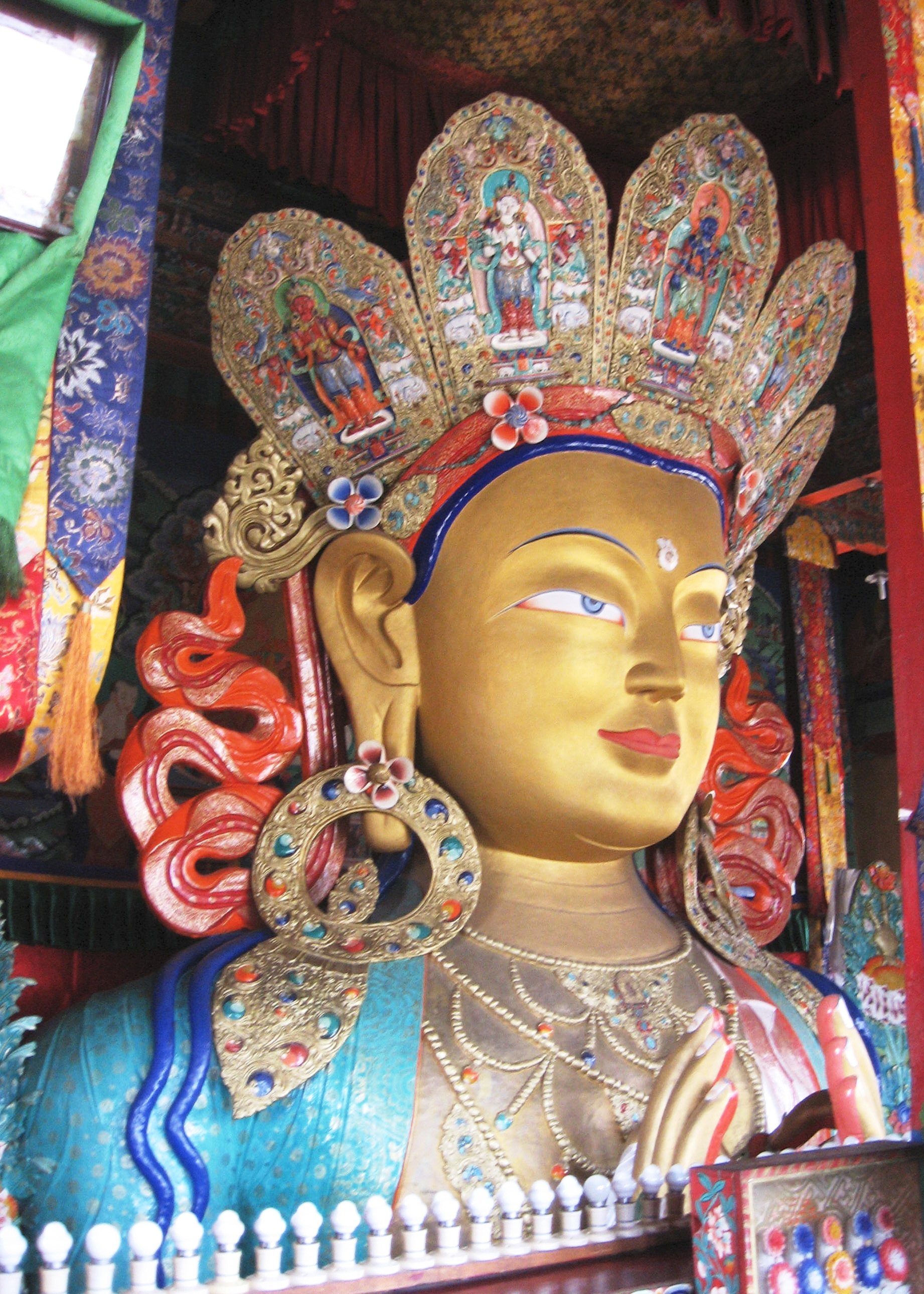
Estátua de Maitreia no seu templo de Thiksey

Uma das principais atrações do mosteiro é o templo de Maitreia (Buda futuro), construído para comemorar uma visita do 14.º Dalai Lama realizada em 1970 e no qual se encontra uma estátua do Buda Maitreia com 15 metros de altura, ocupando dois andares. Trata-se da maior estátua de Maitreia do Ladaque e a maior estátua do mosteiro. A figura é representada sentada na posição de lótus, e não na posição usual, que é de pé ou sentado num trono alto. Demorou quatro anos a construir, por artistas locais usando barro, cobre e pintura dourada, sob a direção do mestre Nawang Tsering do Instituto de Estudos Budistas de Lé.

### Sala da assembleia
Numa das paredes da sala da assembleia ou sala principal de oração há pinturas murais com o calendário tibetano e com a bhavacakra (a Roda da Vida, representação da samsara). Esta roda tem imagens simbólicas duma serpente, duma ave e dum porco, que significam, respetivamente, ignorância, ligação emocional e aversão. Estas representações pretendem lebrar que esses laços terrenos precisam de ser ultrapassados para alcançar a iluminação em vida e evitar o ciclo de morte e renascimento.
A sala de oração principal tem uma imagem de Avalokiteshvara com 11 cabeças, acompanhado por Padmasambhava. No centro da sala há dois assentos, um destinado ao Dalai Lama, e outro, à sua direita, destinado ao lama chefe do mosteiro; à esquerda há uma imagem doutra divindade. Nas paredes há imagens das divindades Maacala e Ducar (Sitatapatra). Na sala são  guardados muitos livros  manuscritos com ilustrações pintadas e atrás dela há um pequeno santuário interior do Buda, cuja imagem é flanqueada por bodisatvas — Manjusri à direita e Maitreia à esquerda.

### Templo de Tara
Este templo é dedicado à deusa Tara, onde há 21 imagens da deusa colocadas em armários de madeira envidraçados. Entre o pátio principal e a escadaria há uma série de pequenos santuários dedicados a várias divindades protetoras, incluindo Cham-spring, a divindade protetora de Thiksey. O Chi-khang tem uma imagem de Buda com dois dos seus discípulos e a divindade Yamantaka. O mural do pátio tem imagens de Tsongkhapa, Buda, Padmasambhava, Palden Lhamo e Maacala.

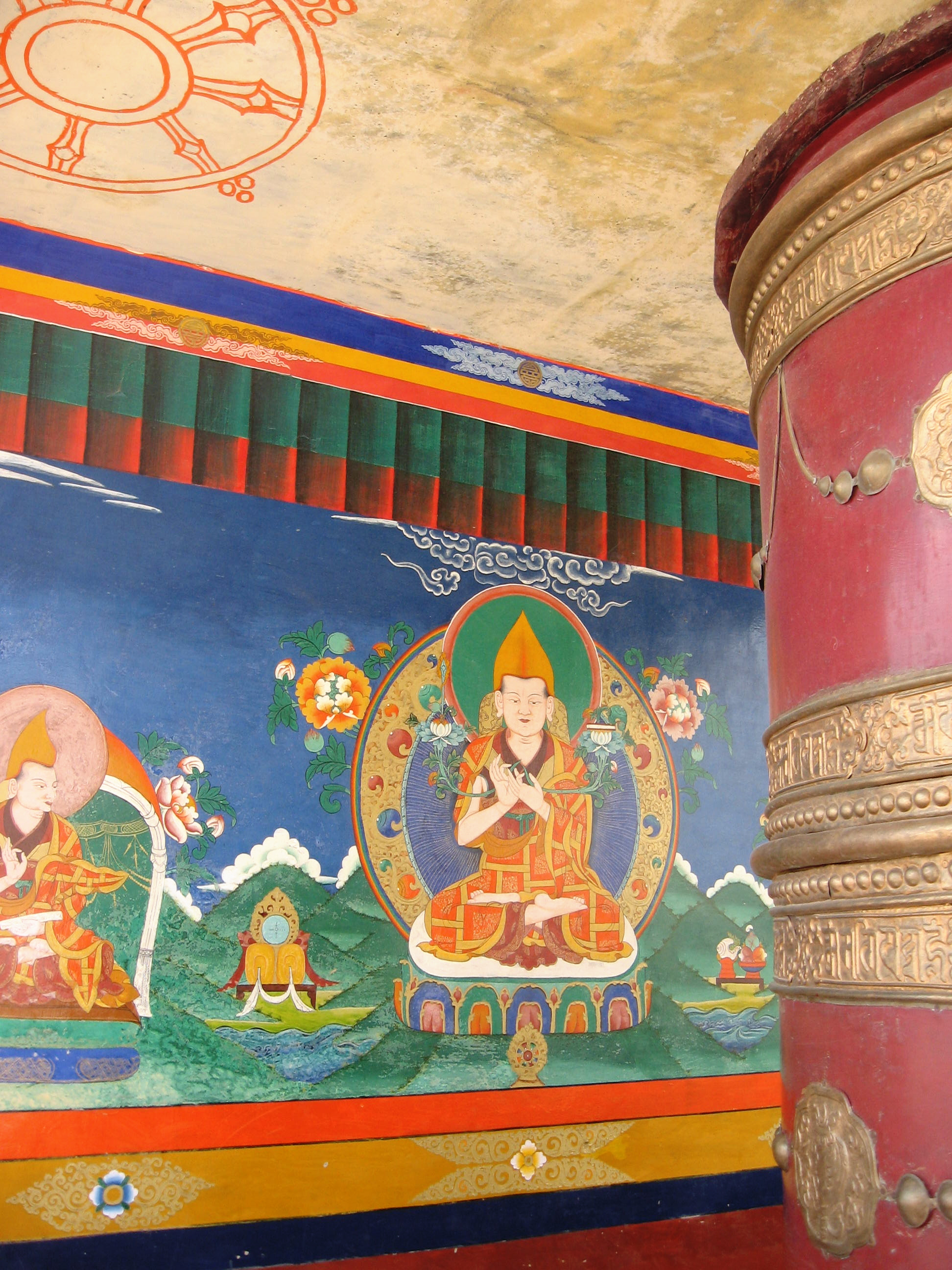
Mural com Tsongkhapa, fundador da escola Gelug
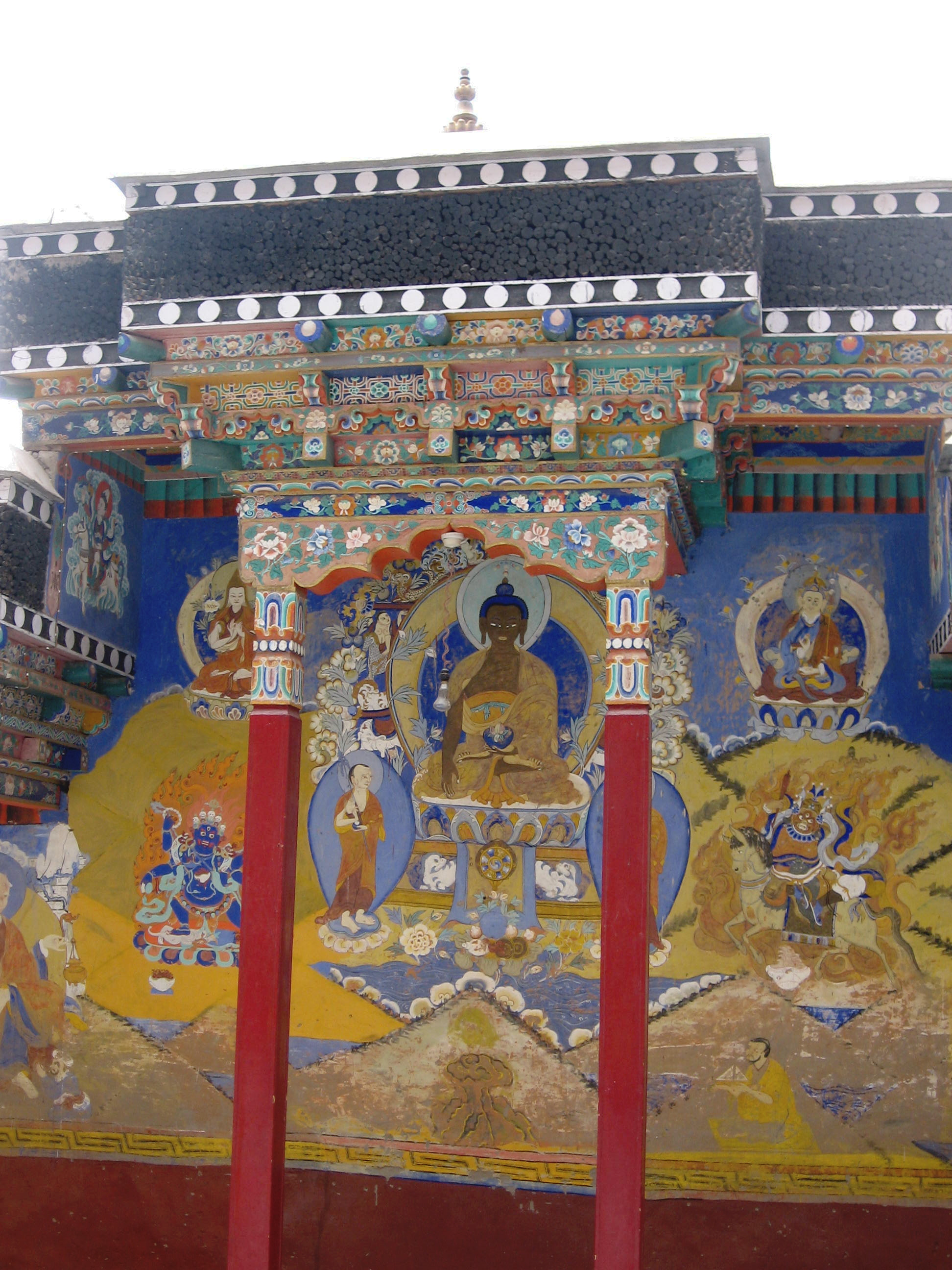
Mural no pátio
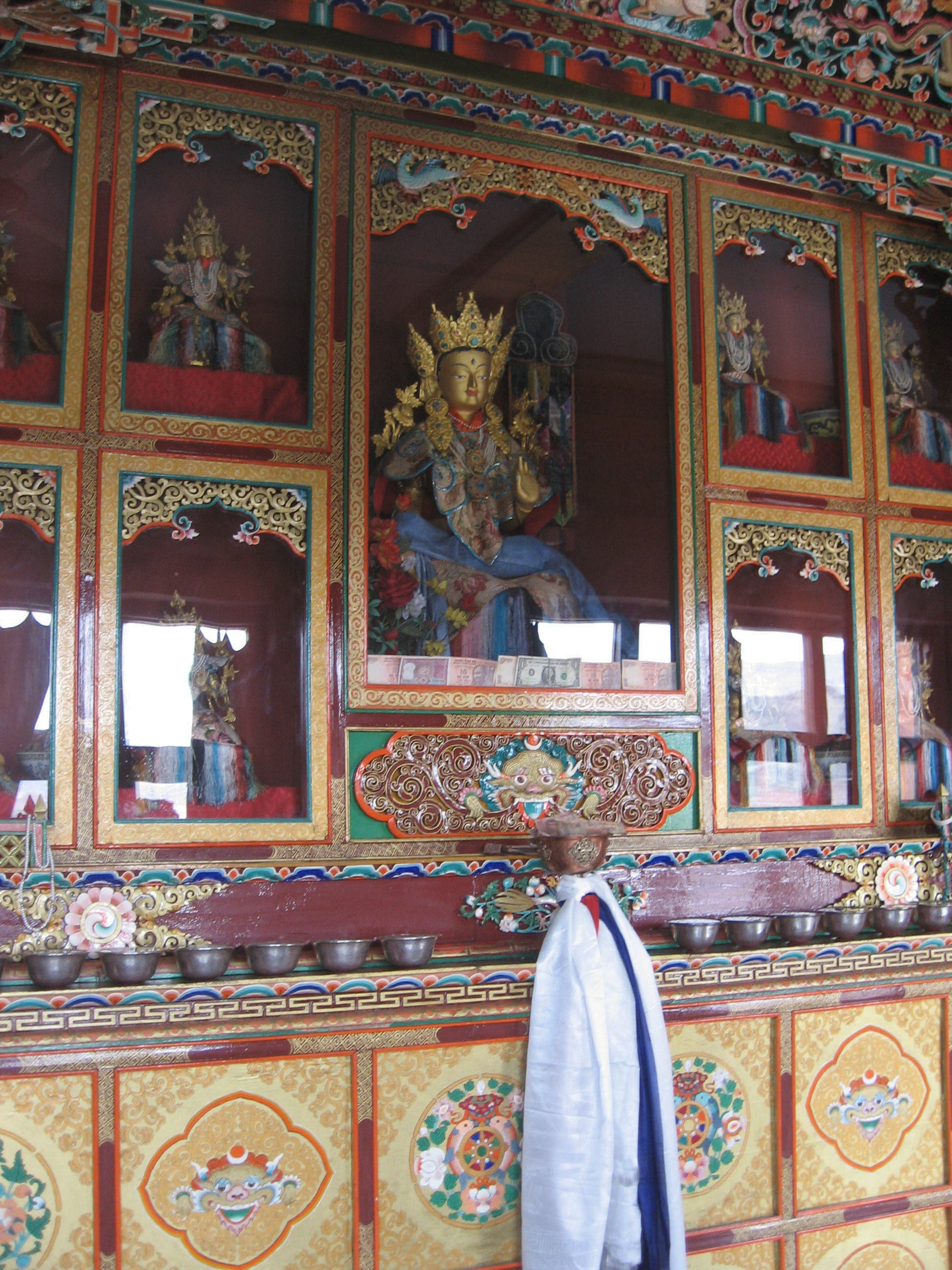
Interior do templo de Tara
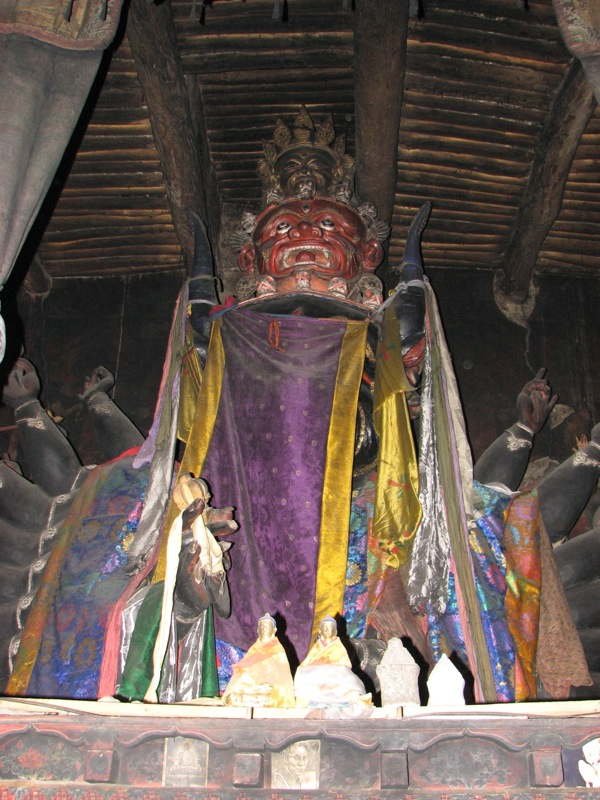
Divindade protetora
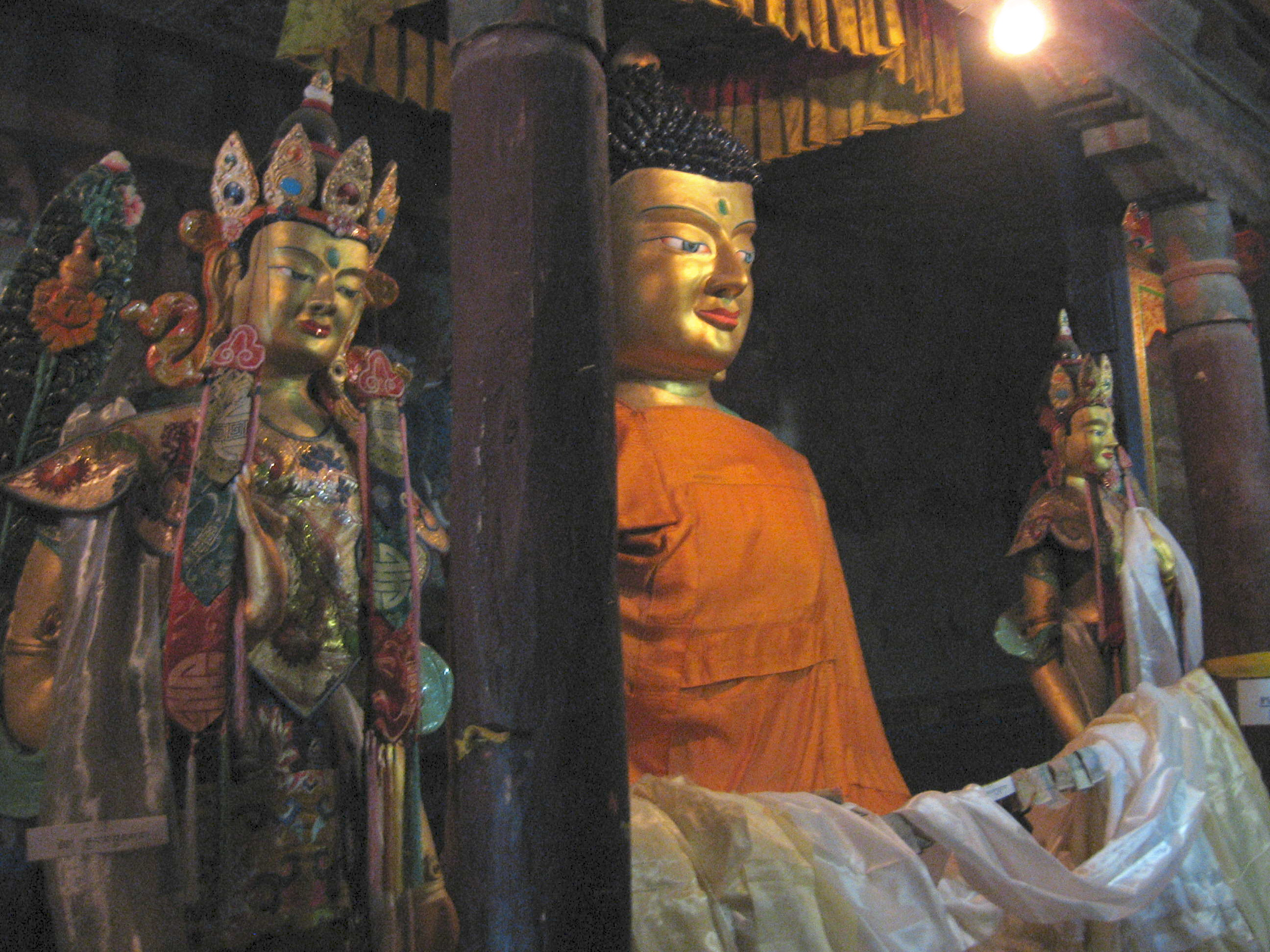
Buda no santuário interior da Sala da Assembleia
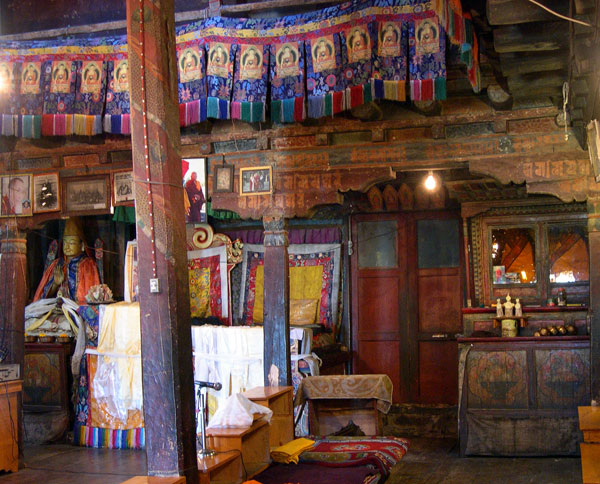
Trono do Dalai Lama e do lama chefe do mosteiro

### Templo de Lamokhang e alojamentos
No andar superior do mosteiro, cujo acesso está vedado a mulheres, encontra-se o templo de Lamokhang, que funciona como repositório de numerosos volumes de manuscritos, incluindo o Kangyur e o Stangyur. Na entrada há grandes estupas e muros de Pedras mani. Por cima do templo há uma sala usada exclusivamente como sala de aula para os jovens das aldeias vizinhas; alguns destes rapazes são escolhidos como lamas.
No piso superior encontra-se igualmente a residência oficial do lama  incarnado que lidera o mosteiro. Ali se encontram também grande pilar com inscrições dos ensinamentos de Buda e uma série de casebres caiados de branco onde vivem os lamas.

## Mosteiro feminino
O mosteiro feminino ou escola para a comunidade de monjas situa-se no recinto do mosteiro. No Ladaque, os mosteiros femininos tinham um estatuto bastante inferior do que os mosteiros masculinas e as monjas budistas viviam em muito más condições. Na década de 1990, essa situação foi divulgada e Thiksey recebeu atenção e suporte internacional para o estado das coisas. Em 1995 foi realizada em Lé a Conferência Sakyadhita de Mulheres Budistas, o que levou ao estabelecimento da Associação de Monjas do Ladaque (em inglês: Ladakh Nuns Association) no ano seguinte, o que foi um passo importante para que as monjas deixassem de ter o papel funcional de "servidão para um de verdadeira prática espiritual". Thiksey Rinpoche, o lama chefe, do mosteiro de Thiksey também deu um contributo importante na melhoria das condições das monjas. O mosteiro doou terreno para um novo mosteiro feminino em Nyerma, perto de Thiksey, no mesmo sítio onde foi fundado o primeiro estabelecimento monástico Gelug do Ladaque por Rinchen Zangpo no século X. Esse mosteiro encontra-se atualmente sob a alçada do mosteiro de Thiksey.
Em 2005, o mosteiro feminino tinha 26 monjas, com idades entre os 43 e os 87 anos. As monjas tomaram a iniciativa de afirmar marcar a sua posição na sociedade, mudando o seu nome tradicional de ani (que significa literalmente "tia", conotado negativamente como "criada") para cho-mos, que pode traduzir-se como "praticante religiosa". Além disso, adotaram como o seu hino o testamento de Mahapajapati Gotami, tia de Buda, que foi a primeira monja budista. Seguindo os conselhos do Dalai Lama, o Thiksey Rinpoche e o geshe Tsultrim Tharchin tornaram-se apoiantes ativos da causa das monjas em Thiksey. A Fundação Holandesa para as Monjas do Ladaque (Dutch Foundation for Ladakhi Nuns; DFLN), uma organização de caridade também opera em Nyerma, fornecendo apoio monetário e serviços individuais às religosas.

## Eventos
O festival anual do mosteiro é conhecido como o ritual do Gustor. É realizado entre o 17.º e 19.º dia do nono mês do calendário tibetano (outubro ou novembro). O ritual inclui danças sagradas, algumas com máscaras (cham).
Outros eventos importantes são as feiras que ocorrem na base do mosteiro, ás quais acorrem pessoas vindas de todo o Ladaque para negociar e trocar bens e socializar. Durante os festivais menores são feitas mandalas de areia.
Todos os dias, durante a oração da manhã, às sete horas, os monges entoam cânticos sincronizados das sutras budistas, um evento a que os visitantes podem assistir e é muito concorrido.

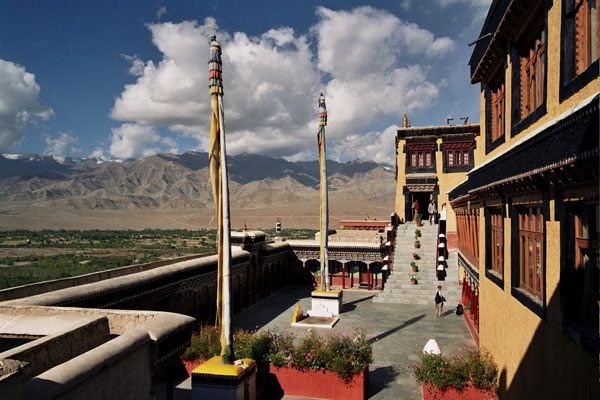
Pátio
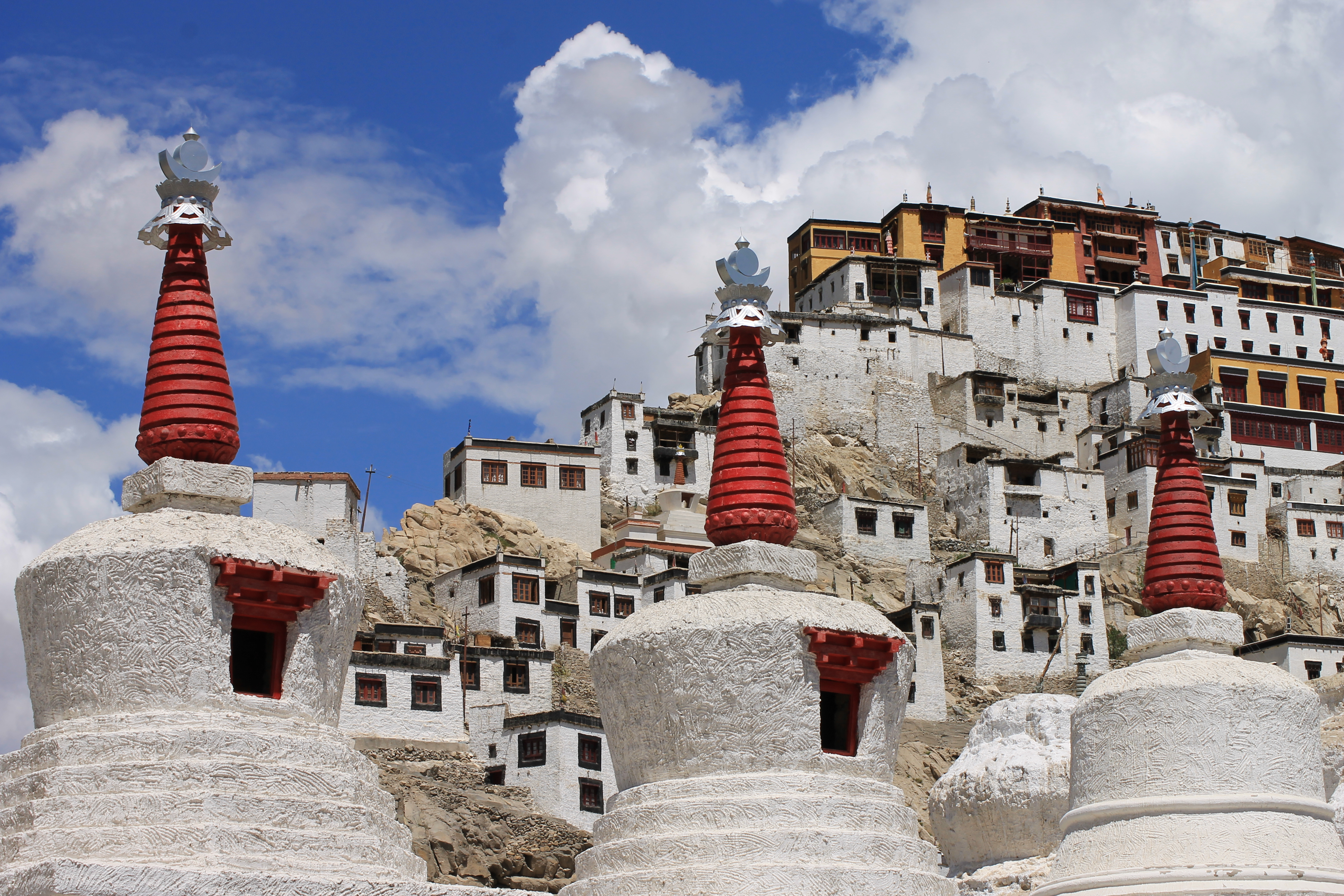
Estupas na parte inferior do mosteiro
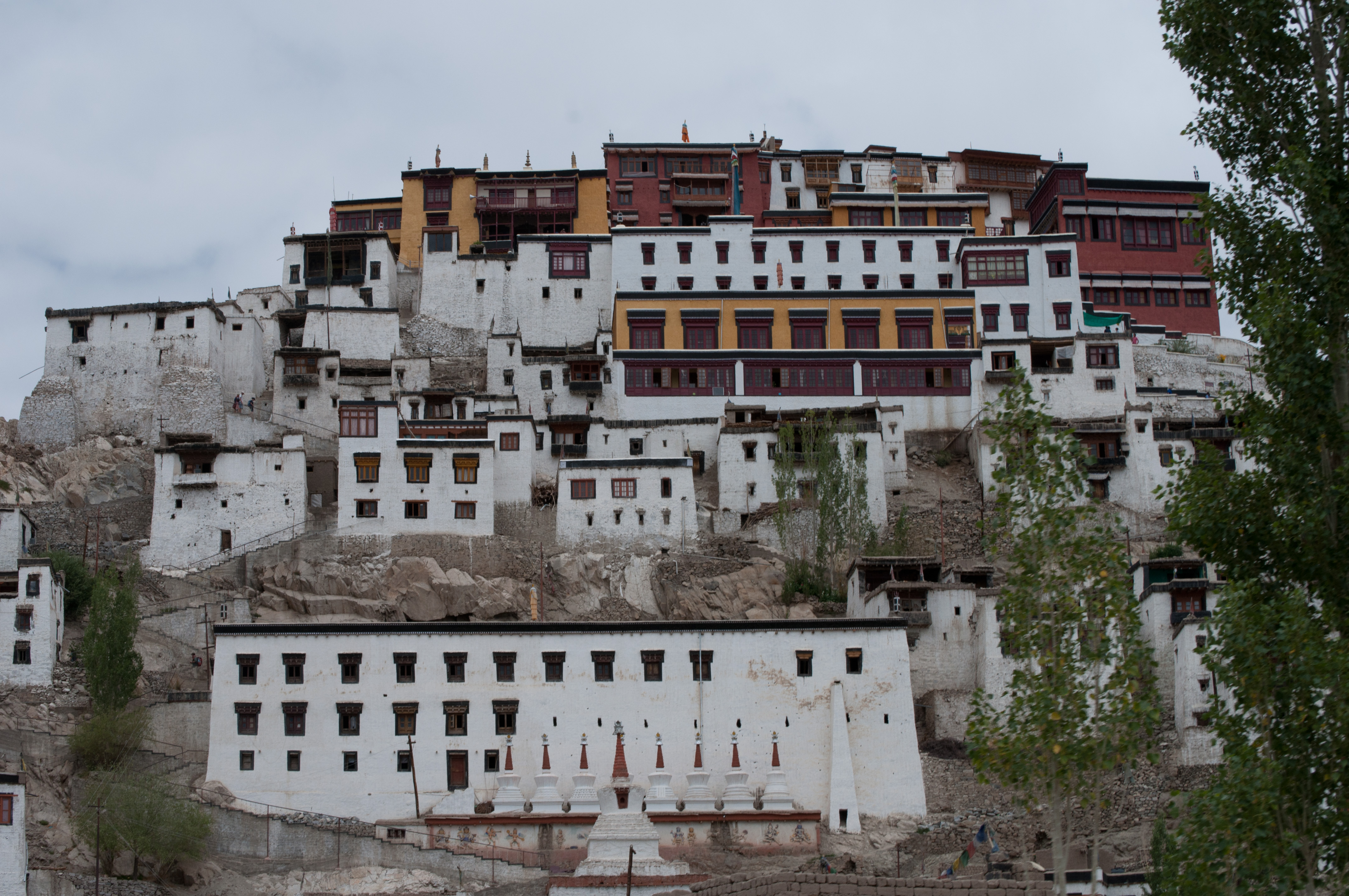
Vista frontal de parte do mosteiro